# Santa Ana (Kalifornien)
Santa Ana ist eine Stadt in Südkalifornien, etwa 70 Kilometer südöstlich von Los Angeles gelegen. Laut der letzten Volkszählung im Jahr 2020 betrug die Einwohnerzahl 310.227. Santa Ana ist Verwaltungssitz (County Seat) des Orange County und eine principal city der Los Angeles–Long Beach–Anaheim, CA Metropolitan Statistical Area, die Teil der Greater Los Angeles Area ist.

## Überblick
Indigene Mitglieder der Tongva und Juaneño/Luiseño lebten vor den Weißen in dem Gebiet. Die Tongva nannten das Gebiet um Santa Ana „Hotuuk“.
Nach der Expedition Gaspar de Portolás 1769 von Mexiko-Stadt aus nannte Junípero Serra das Gebiet Vallejo de Santa Ana (Tal der heiligen Anna). Am 1. November 1776 wurde die Mission San Juan Capistrano in diesem Tal gebaut. Santa Ana liegt auf dem Gebiet der ehemaligen Rancho Santiago de Santa Ana, die José Antonio Yorba 1810 von der spanischen Regierung in Mexiko-Stadt erhalten hatte. Nach dem US-amerikanischen Sieg im Mexikanisch-Amerikanischen Krieg fiel das Land um Santa Ana an die USA. Die Stadt Santa Ana wurde 1869 von William H. Spurgeon aus Kentucky gegründet. Das Land dazu hatte er von der Yorba-Familie gekauft. Nachdem das Gebiet 1886 mit einer Bevölkerung von 2000 Menschen zur Stadt geworden war, wurde es 1889 Hauptstadt des Orange County. Die liberale Tageszeitung The Orange County Register wird in Santa Ana veröffentlicht.
Während des Zweiten Weltkrieges wurde die Santa Ana Army Air Base gebaut, ein Trainingscenter für die United States Army Air Forces. Die Basis führte zu einem Zuzug an Menschen und einem Anwachsen der Bevölkerung.

## Einwohnerentwicklung
| Jahr | Einwohner¹ |
| ---- | ---------- |
| 1980 | 204.023    |
| 1990 | 294.742    |
| 2000 | 337.707    |
| 2010 | 324.792    |
| 2020 | 310.227    |

¹ 1980–2020: Volkszählungsergebnisse

## Demographie
Nach der Volkszählung 2010 lebten 324.528 Menschen in der Stadt, womit es die neuntgrößte Stadt Kaliforniens ist. Trotzdem ging die Bevölkerungszahl im Vergleich zum Jahr 2000 um vier Prozent zurück (Stand der Volkszählung 2000 betrug knapp 338.000 Einwohner). Mehr als 78 Prozent der städtischen Bevölkerung sind hispanischer oder lateinamerikanischer Abstammung, sogenannte Latinos. Damit hat Santa Ana einen weitaus höheren Anteil dieser Bevölkerungsgruppe als der Bundesstaat Kalifornien oder die USA insgesamt. Hohe Anteile an Latinos sind jedoch vor allem im südlichen Kalifornien keine Seltenheit. Der Anteil der Weißen (ohne Latinos) lag im Jahr 2010 bei 9,2 Prozent. Noch 1970 waren es 69 Prozent. Afroamerikaner und Asiaten stellen weitere Minderheiten dar. Die Anzahl der Haushalte betrug 73.174. Auf 100 Frauen kamen 104,6 Männer, während das Medianalter bei 29,1 Jahren lag.

## Klima
Das Klima der Region ist stark durch die Nähe zum Pazifik geprägt. Bedingt durch die ausgleichende Wirkung des Ozeans bleibt auch im Winter die Temperatur deutlich im Plusbereich. Die mittlere Tiefsttemperatur im Dezember und Januar liegt bei nur knapp unter 10 Grad, wobei jedoch an die 20 Grad erreicht werden können. Durch die südliche Lage in Kalifornien fallen die Sommer stets warm aus, üblich sind Temperaturen um die 30 Grad. Vereinzelt kann das Thermometer auch über 40 Grad klettern. Der Niederschlag in Form von Regen konzentriert sich überwiegend auf die Wintermonate. Von Juni bis September regnet es nur selten. Die jährliche Niederschlagsmenge liegt bei 346 mm. Südkalifornien gilt als sonnenreiche Region, pro Jahr ist daher von durchschnittlich 279 Tagen Sonnenschein auszugehen.

## Infrastruktur
Santa Ana liegt zwischen den Autobahnen Interstate 5 und Interstate 405 (Kalifornien). Der Bahnhof Santa Ana (Teil des Santa Ana Regional Transportation Center) liegt östlich der Innenstadt. Dort halten Pacific-Surfliner-Züge der Amtrak, Züge der Metrolink (Los Angeles) und zukünftig die Stadtbahn OC Streetcar. Der John Wayne Airport im Süden ist der Flughafen der Stadt.

## Söhne und Töchter der Stadt
- Al St. John (1892–1963), Schauspieler und Komiker
- Adele Palmer (1915–2008), Kostümbildnerin
- Norman Palmer (1918–2013), Filmeditor
- Robert Webber (1924–1989), Schauspieler
- Allan V. Cox (1926–1987), Geophysiker
- Chuck Smith (1927–2013), Prediger
- John Vaughn (1928–2016), Franziskaner, Generalminister des Ordens
- Don Edmunds (1930–2020), Autorennfahrer
- Brett Halsey (* 1933), Schauspieler
- Rodolfo Montejano (* 1939), Rechtsanwalt
- Michael Herren (* 1940), lateinischer Philologe
- Bill Medley (* 1940), Sänger des Soul-Duos The Righteous Brothers
- Roy Estrada (* 1943), Rocksänger und -E-Bassist
- Gary C. Jacobson (* 1944), Politikwissenschaftler und Hochschullehrer
- Karl Denson (* 1956), Saxophonist
- Michelle Pfeiffer (* 1958), Schauspielerin
- Rosie Jones (* 1959), Golferin
- Kim Mulkey (* 1962), Basketballtrainerin und ehemalige -spielerin
- Lenny Dykstra (* 1963), Baseballspieler
- Megan Barry (* 1963), Bürgermeisterin von Nashville
- Billy Bean (1964–2024), Baseballspieler
- Nick Scandone (1966–2009), Segler
- Ryan Conner (* 1971), Pornodarstellerin
- Stephen Anthony Abas (* 1978), Ringer
- Brianna Glenn (* 1980), Weitspringerin
- Cynthia Denzler (* 1983), kolumbianisch-US-amerikanische Skirennläuferin
- Matt Leinart (* 1983), Footballspieler
- Paul Soliai (* 1983), Footballspieler
- Tim Hightower (* 1986), American-Football-Spieler
- Lindsey Stirling (* 1986), Violinistin
- Michael B. Jordan (* 1987), Schauspieler
- Colin Long (* 1989), Eishockeyspieler und -trainer
- Anna Paulina Luna (* 1989), Politikerin
- Nicolas Meister (* 1989), Tennisspieler
- Christian Ramirez (* 1991), Fußballspieler
- Jaide Stepter Baynes (* 1994), Sprinterin
- Jolene Marie Rotinsulu (* 1996), indonesisch-US-amerikanisches Model, Schauspielerin und Sängerin
- Dinah Jane Hansen (* 1997), Sängerin